# Suyu-dong
Suyu-dong là một dong, phường của Gangbuk-gu ở Seoul, Hàn Quốc. Từ ngày 30 tháng 6 năm 2008, Suyu-dong được chia thành Insu-dong (Suyu 5 và 6 dong), Ui-dong (Suyu 4-dong), và Suyu-dong (Suyu 1, 2, và 3 dong).

## Liên kết
- Trang chính thức Gangbuk-gu
- Bản đồ Gangbuk-gu tại trang chính thức Gangbuk-gu
- (tiếng Hàn) Trang dân cư chính thức Suyu 1-dong
- (tiếng Hàn) Trang dân cư chính thức Suyu 2-dong
- (tiếng Hàn) Trang dân cư chính thức Suyu 3-dong